# 晩餐八時
『晩餐八時』（ばんさんはちじ、原題：Dinner at Eight）は、1933年に製作・公開されたアメリカ合衆国の映画である。ジョージ・S・カウフマンとエドナ・ファーバーの同名戯曲（1932年ニューヨーク初演）の映画化であり、前年の『グランド・ホテル』に次ぐメトロ・ゴールドウィン・メイヤー（MGM）のオールスター映画として製作された。

## あらすじ
ジョーダン汽船会社の社長オリヴァーとその妻ミリセントは、イギリスから訪れてきたファーンクリフ卿夫妻を出迎えるための晩餐会を企画する。そこへ、オリヴァーかつて憧れていた老女優カーロッタ・ヴァンスは、会社の株を売って金を工面するため、彼のもとを訪れる。次いで、成金の事業家であるダン・パッカードが、表向きにはジョーダン汽船会社の資金の融通を引き受けるとしつつも、その裏では会社の乗っ取りを画策していた。ダンの妻キティもまた成り上がり故社交界入りを望んでいた一方、夫妻で晩さん会に招かれた医師タルボットとも関係を持っていた。
一方、落ちぶれたサイレント映画俳優ラリー・レノールトは、ジョーダン夫妻の娘ポーラにすべてをささげるつもりではいたが、恋愛対象としての興味は薄れていたため、許婚者のアーネストとの結婚がうまくいくように動いていた。
そして、晩さん会当日、ファーンクルフ卿夫妻が出席を辞退したため、ミリセントは機嫌を悪くする。また、オリヴァーも会社の株が何者かに買い占められたうえ、持病の悪化により体調を崩す。
また、ラリーもプロデューサーのステンゲルやエージェントのマックス・ケインともめたことでガス自殺を遂げ、これを知ったポーラはショックを受ける。
そのころ、ダンはキティの説得を受け、ジョーダン汽船会社の乗っ取りをあきらめる。こうして、晩餐会を迎えることとなった。

## キャスト
- カーロッタ・ヴァンス：マリー・ドレスラー
- ラリー・レノールト：ジョン・バリモア
- ダン・パッカード：ウォーレス・ビアリー
- キティ（ダンの妻）：ジーン・ハーロウ
- オリヴァー・ジョーダン：ライオネル・バリモア
- マックス・ケイン（ラリーのエージェント）：リー・トレイシー
- ウェイン・タルボット：エドマンド・ロウ
- ミリセント（オリヴァーの妻）：ビリー・バーク
- ポーラ（ジョーダン夫妻の娘）：マッジ・エヴァンス
- ジョー：ジーン・ハーショルト
- ルーシー（ウェインの妻）：カレン・モーレイ
- アーネスト（ポーラの婚約者）：フィリップス・ホームズ

### ギャラリー

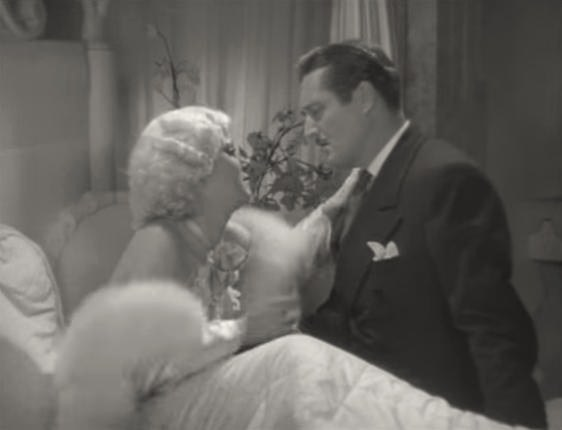
[./ジーン・ハーロウ ジーン・ハーロウ]とエドマンド・ロウ
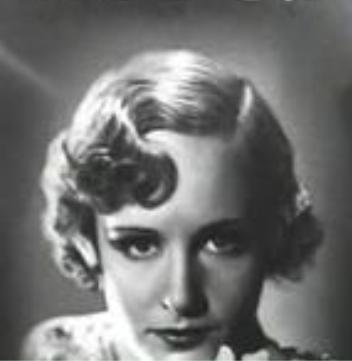
マッジ・エヴァンス
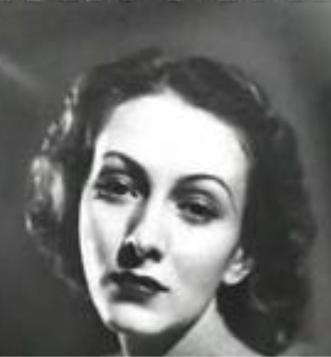
カレン・モーレイ

## スタッフ
- 監督：ジョージ・キューカー
- 製作：デヴィッド・O・セルズニック
- 脚本：フランシス・マリオン、ハーマン・J・マンキーウィッツ
- 音楽：ウィリアム・アクスト
- 撮影：ウィリアム・H・ダニエルズ
- 編集：ベン・ルイス
- 美術：ホーブ・アーウィン、フレドリック・ホープ
- 衣裳：エイドリアン
- 録音：ダグラス・シアラー